# Động đất Lombok 2019
Động đất Lombok 2019 (tiếng Indonesia: Gempa bumi Lombok 2019) là trận động đất xảy ra vào lúc 15:07:25 (WITA), ngày 17 tháng 3 năm 2019. Trận động đất có cường độ 5,6 Mw, tâm chấn độ sâu khoảng 10 km. Hậu quả trận động đất đã làm 6 người chết, 182 người bị thương.